# كيس الجسم الأصفر
كيس الجسم الأصفر (بالإنجليزية: Corpus luteum cyst)‏ هو نوع من أكياس المبيض التي قد تتمزق في فترة الطمث، ويستغرق حوالي ثلاثة أشهر ليتلاشى تمامًا. حدوث كيس الجسم الأصفر في النساء فوق سن الخمسين هو أمر نادر لعدم وجود أي بويضات خارجة من المبيض بعد انقطاع الطمث. قد تحتوي أكياس الجسم الأصفر على الدم وعدة سوائل أخرى. قد يبدو شكل كيس الجسم الأصفر كتضخم في المبيض نفسه بدلًا من نمو بارز عن سطح المبيض.

## العلامات والأعراض
تعتبر أكياس الجسم الأصفر جزءًا طبيعيًا من الدورة الشهرية. وبرغم ذلك فأنها قد تنمو ويصل قطرها نحو 10 سم (4 بوصات)، ولديها القدرة على النزيف بداخل أنفسها أو أن تلوي المبيض وهو ما يسبب آلامًا في الحوض أو البطن. من الممكن أن يتمزق الكيس وينتج عنه نزيفًا داخليًا وألمًا. عادة ما يختفي هذا الألم في غضون بضعة أيام بعد التمزق. قد يسبب كيس الجسم الأصفر التواء المبيض إذا أصبح كبيرًا، والذي يحدث حين يلتوي المبيض حول محوره وينقطع مسار الدم الواصل إليه. يُعد التواء المبيض حدثًا نادرًا وينتج عنه ألم شديد.        

## الفيزيولوجيا المرضية
يحدث هذا النوع من الأكياس غير المرضية بعد خروج البويضة من حويصلة جراف. ثم تصبح الحويصلة بعد ذلك غدة مفرزة للهرمونات تعرف باسم الجسم الأصفر. تبدأ الحويصلة الممزقة في إنتاج كميات كبيرة من هرموني الإستروجين والبروجستيرون استعدادًا للحمل. يضمر الجسم الأصفر ويختفي عادة في حالة عدم حدوث حمل. ومع ذلك فقد يمتلئ بالسوائل أو الدم مؤديًا إلى تمدد الجسم الأصفر وتحوله إلى كيس وبقاءه في المبيض. في الأغلب يكون هذا الكيس في ناحية واحدة فقط من الجسم، ولا ينتج عنه أي أعراض.
تعد الأكياس ذات القطر الأقل من 5 سم شائعة في النساء في سن الإنجاب وليست ذات أهمية سريريًا، وتكون في الأغلب حالة فيزيولوجية بدلًا من كونها سرطانًا أو أي حالة مرضية أخرى. يبدأ الأطباء بالقلق عند بلوغ قطر الكيس 1 سم في النساء بعد انقطاع الطمث. برغم أن سرطان المبيض قد يكون متكيسًا، فهو لا ينشأ من أكياس الجسم الأصفر الحميدة. توصي المنظمات الطبية المتخصصة بعدم إجراء أشعة بشكل دوري لمتابعة الأكياس التي صُنِّفت باعتبارها غير هامة سريريًا.

## التفاعل مع الدواء
يزيد عقار كلوميفين (كلوميد) المستخدم لزيادة الخصوبة والحث على الإباضة من خطر حدوث أكياس الجسم الأصفر بعد الإباضة. لا تمنع هذه الأكياس أو تهدد الحمل الناتج عن العقار. لا تتكون هذه الأكياس عادة في النساء المستخدمات لحبوب منع الحمل، بل إن إحدى طرق منع تكون هذه الأكياس هي استخدام حبوب منع الحمل. ولكن يمكن أن تزيد حبوب منع الحمل التي تحتوي على هرمون البروجستيرون فقط من احتمالية حدوث هذه الأكياس.